# Altmühlalb

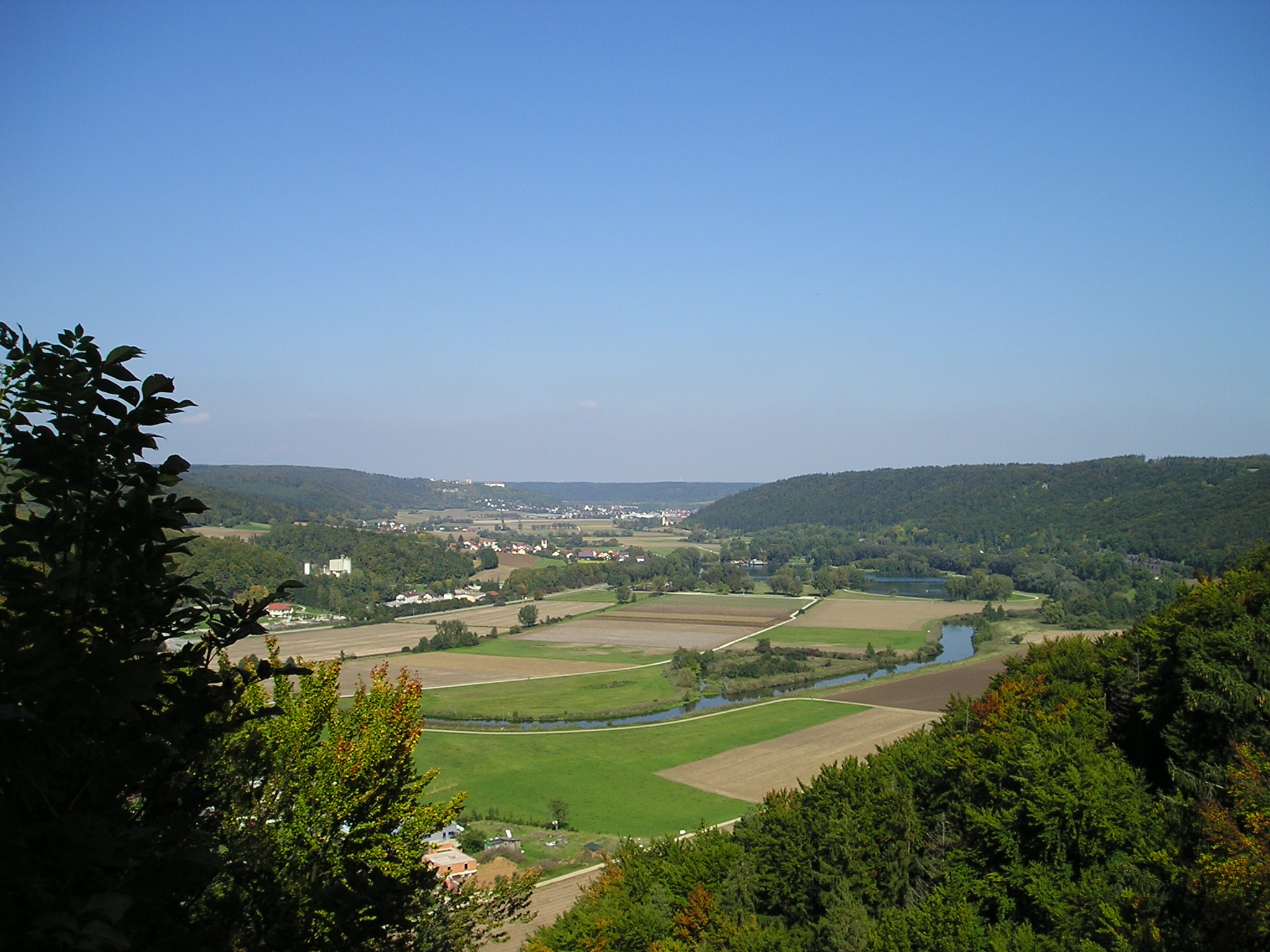
Blick vom Torfelsen von Unteremmendorf auf den Altmühlbogen in Richtung Beilngries

Die Altmühlalb ist ein Naturraum (082.2) der Südlichen Frankenalb im Südwestdeutschen Stufenland.

## Geographie

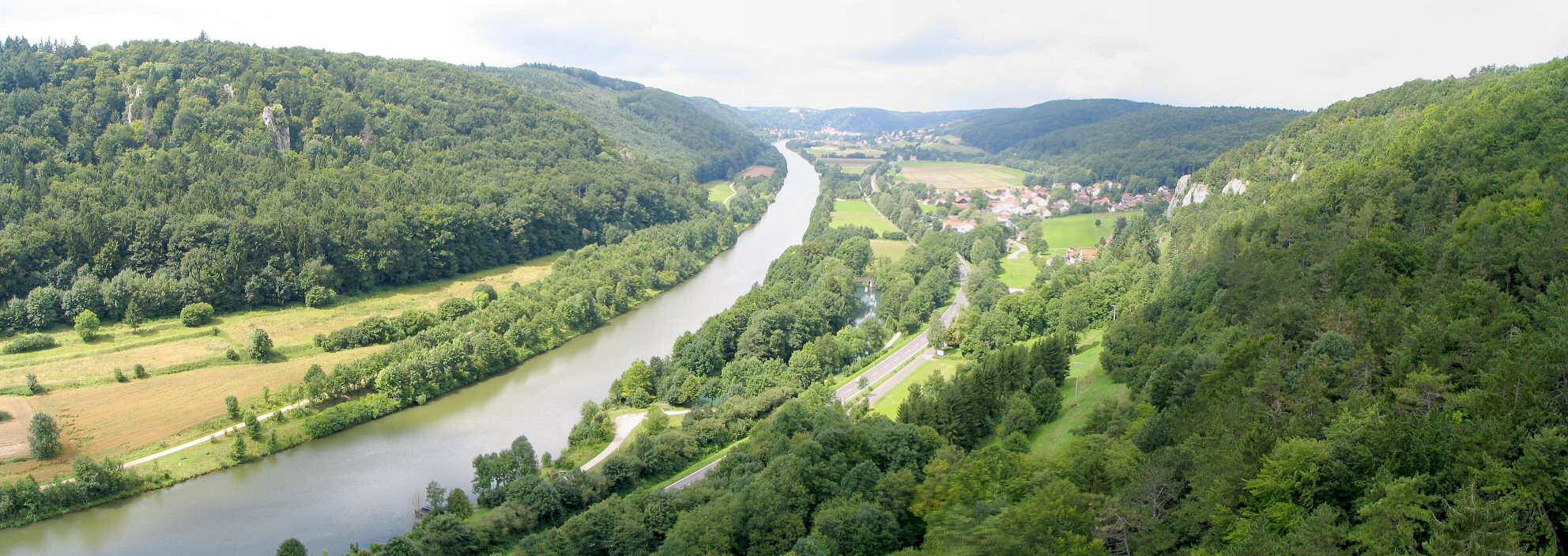
Altmühltal mit Main-Donau-Kanal von Burg Prunn

Die fast 100 Kilometer lange Region des Naturpark Altmühltal nördlich der Donau – zwischen Nördlinger Ries und Kelheim, mit der in zahlreichen Bögen mäandernden Altmühl in einem langen Tal in der Mitte – ist einer der größten Naturparks Deutschlands. Die Hauptorte sind im Westteil Gunzenhausen, Weißenburg, Treuchtlingen, Pappenheim und die Universitäts- und Bischofsstadt Eichstätt, im Osten sind es Beilngries, Dietfurt an der Altmühl, Riedenburg, Painten und Kelheim. Die Autobahn A9 München–Berlin quert sie mittig zwischen Ingolstadt und Greding.

## Einteilung
- 082.20 Hahnenkammalb
- 082.21 Treuchtlinger Pforte
- 082.22 Obere Altmühlalb
- 082.23 Mittlere Almühlalb
- 082.24 Mittleres Altmühltal
- 082.25 Wellheimer Tal
- 082.26 Weißenburger Alb
- 082.27 Anlauteralb
- 082.28 Anlauter-Braunjuratrichter
- 082.29 Schwarzach-Thalach-Taltrichter

## Fremdenverkehr
Im Altmühltal spielt der Fremdenverkehr eine große Rolle. Viel besucht sind die Städte Eichstätt, die Dreiburgenstadt Riedenburg, Burg Prunn, die Befreiungshalle oberhalb Kelheims sowie die Weltenburger Enge, auch Donaudurchbruch bei Weltenburg genannt, mit Bayerns ältestem Kloster Weltenburg.

## Geologie

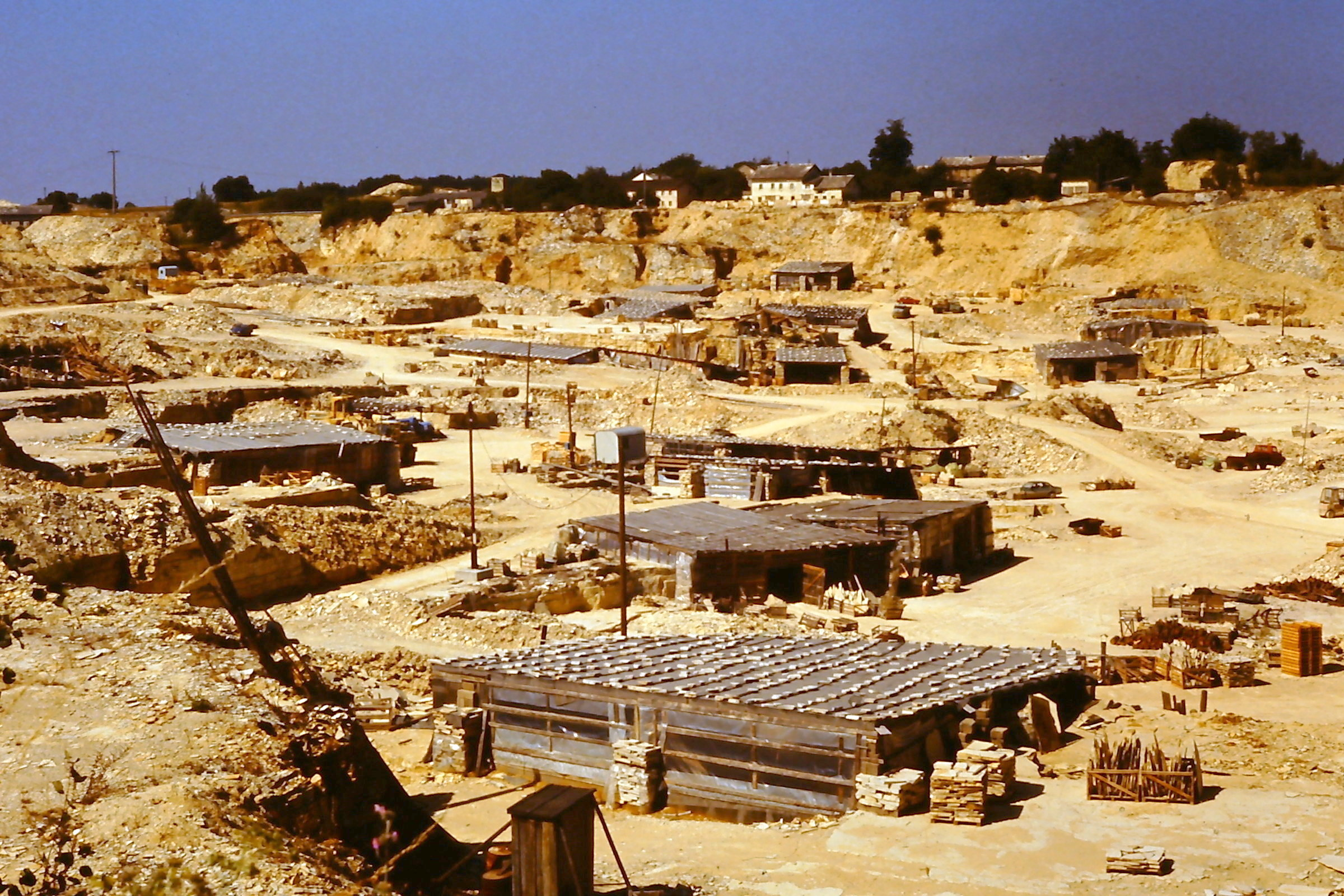
Steinbruch bei Solnhofen

Helle Kalksteine („Weißer Jura“), die obersten 100 Meter des Süddeutschen Jura, prägen allerorten in Felsbildungen und Steinbrüchen das Landschaftsbild. Wirtschaftlich verwertet werden die Bankkalke als Jura-Marmor und die Plattenkalke als Solnhofener Platten.
Beiderseits und oberhalb des Altmühltales verbreiten sich in rund 500 Metern Höhe weit gespannte Hochflächen. Sie sind mit Lehmen und den nie fehlenden Alemoniten bedeckt. Die alemonitisierten Plattenkalke von Baiersdorf lieferten den Rohstoff für die Werkzeuge der Neandertaler. Die Nivellierungsfläche steuerte die Anlage der Täler von Urdonau und späterer Altmühldonau, bis diese schließlich von der Altmühl eingenommen wurde. Die wechselvollen Wege von Donau und Altmühl in der Altmühlalb sind ein besonderes Kapitel in der Flussgeschichte Süddeutschlands.

## Paläontologie

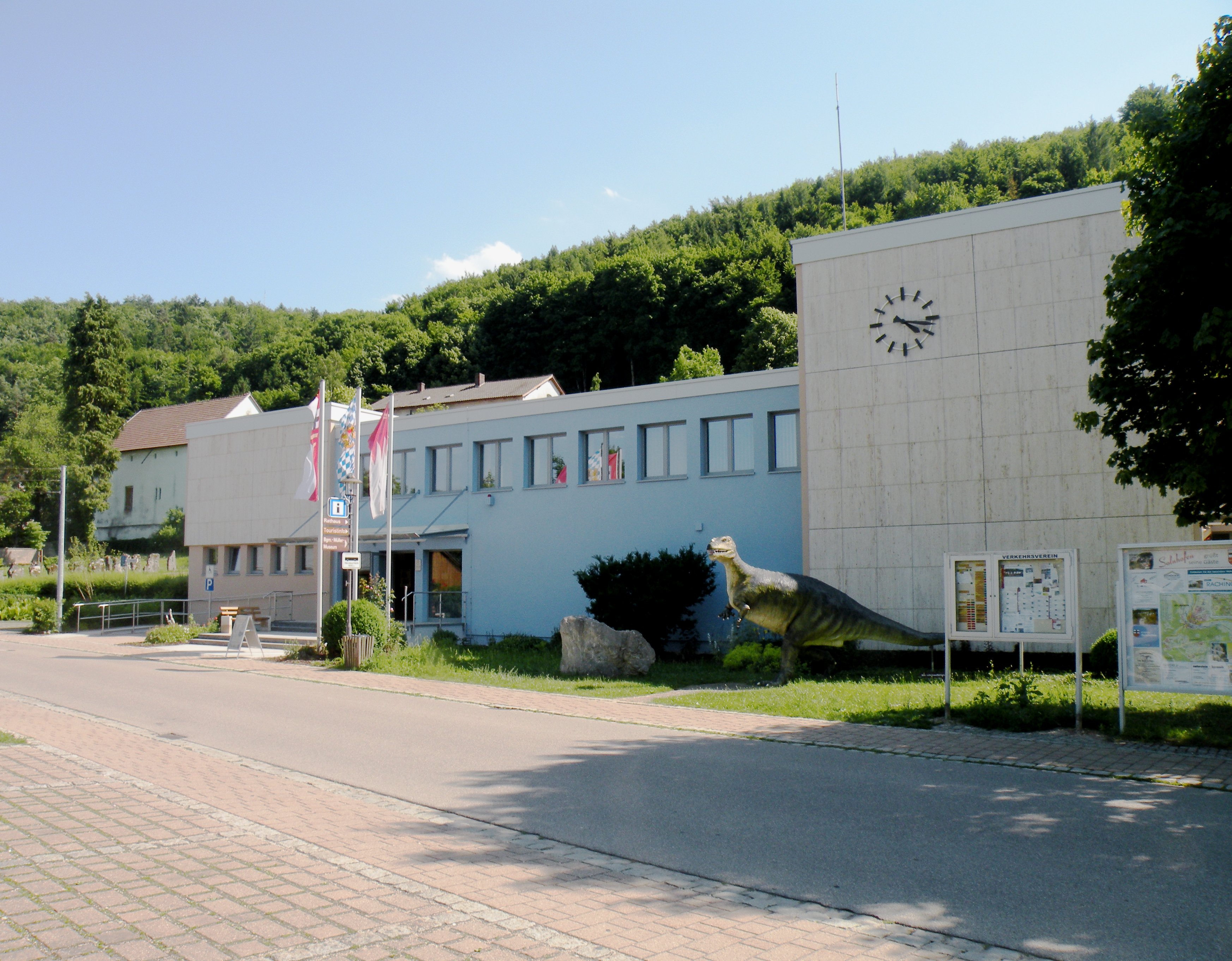
Das Bürgermeister-Müller-Museum in Solnhofen, Juni 2012

Die außerordentlich gute Überlieferung von Pflanzen und Tieren der Solnhofen-Formation machte Langenaltheim, Solnhofen, Eichstätt, Jachenhausen, Painten und Kelheim weltberühmt. Unter den seit Jahrhunderten untersuchten und beschriebenen Fossilien sind der Urvogel Archaeopteryx, die Flugsaurier Pterodactylus und Rhamphorhynchus sowie der Juravenator und Compsognathus, einer der kleinsten Dinosaurier, die bedeutendsten. Im Jura-Museum auf der Eichstätter Willibaldsburg und im Bürgermeister-Müller-Museum von Solnhofen sind Fossilien zu besichtigen.